# 1252년

## 연호
- 남송(南宋) 순우(淳祐) 12년
- 일본(日本) 겐초(建長) 4년
- 쩐 왕조(陳朝) 응우옌퐁(元豊) 2년

## 기년
- 남송(南宋) 이종(理宗) 28년
- 고려(高麗) 고종(高宗) 39년
- 몽골 몽케 칸 2년
- 쩐 왕조(陳朝) 태종(太宗) 28년